# Chi Quạ gáy xám
Chi Quạ gáy xám (danh pháp khoa học: Coloeus) là một chi chim đôi khi được coi là một phân chi của chi Corvus. Nó chứa hai loài chim tương đối nhỏ. Chúng có chỏm lông đầu, cánh và đuôi ánh đen, các phần khác của bộ lông nhạt màu hơn. Từ Coloeus là một từ Tân Latinh, xuất phát từ tiếng Hy Lạp cổ để chỉ quạ gáy xám: κολοιός = koloiós.
Trong khi một số tác giả coi Coloeus là phân chi của Corvus thì các tác giả khác lại coi Coloeus như là chi khác biệt trong họ Corvidae. Noi theo Birds of South Asia: The Ripley Guide, Ủy ban Điểu học Quốc tế (IOC) cũng chuyển 2 loài quạ gáy xám từ chi Corvus sang chi Coloeus.
Hai loài thuộc chi này là quạ gáy xám phương Tây (Corvus monedula) sinh sống trên đảo Anh, Tây Âu, Scandinavia, Bắc Á và Bắc Phi, và quạ Dauria (Corvus dauuricus) sinh sống ở Trung Quốc, đông Siberia tới Nhật Bản. Quạ Dauria nhỏ hơn quạ gáy xám phương Tây, và ở các cá thể trưởng thành thì khu vực nhạt màu của bộ lông là gần như trắng, trong khi ở quạ gáy xám thì đó là màu xám nhạt. Mống mắt nhạt màu ở quạ gáy xám còn ở quạ Dauria thì sẫm màu hơn. Hai loài rất giống nhau về hình dáng, tiếng kêu và tập tính. Có luận cứ cho rằng nên gộp cả hai thành một loài, tuy nhiên chúng lại không lai ghép tại khu vực có cả hai loài sinh sống là Mông Cổ.

## Trích dẫn
- Dữ liệu liên quan tới Coloeus tại Wikispecies
- Tư liệu liên quan tới Coloeus tại Wikimedia Commons
- Madge, Steve; Burn, Hilary (1994). Crows and Jays: A Guide to the Crows, Jays and Magpies of the World. A & C Black. ISBN 0-7136-3999-7.